# Catania Acquicella
Catania Acquicella (wł. Stazione di Catania Acquicella) – stacja kolejowa w Katanii, w prowincji Katania, w regionie Sycylia, we Włoszech. Stacja znajduje się na linii Mesyna – Syrakuzy.
Znajduje się w pobliżu cmentarza monumentalnego, od którego oddziela stację via Zia Lisa, będącą jedną z głównych południowo-zachodnich wylotów z miasta.
Według klasyfikacji RFI ma kategorię brązową.

## Linie kolejowe
- Linia Mesyna – Syrakuzy
- Linia Katania – Caltagirone – Gela
- Linia Palermo – Katania